# Le Cycliste (éditeur de bande dessinée)
 (décembre 2020).
Pour les articles homonymes, voir Le Cycliste.

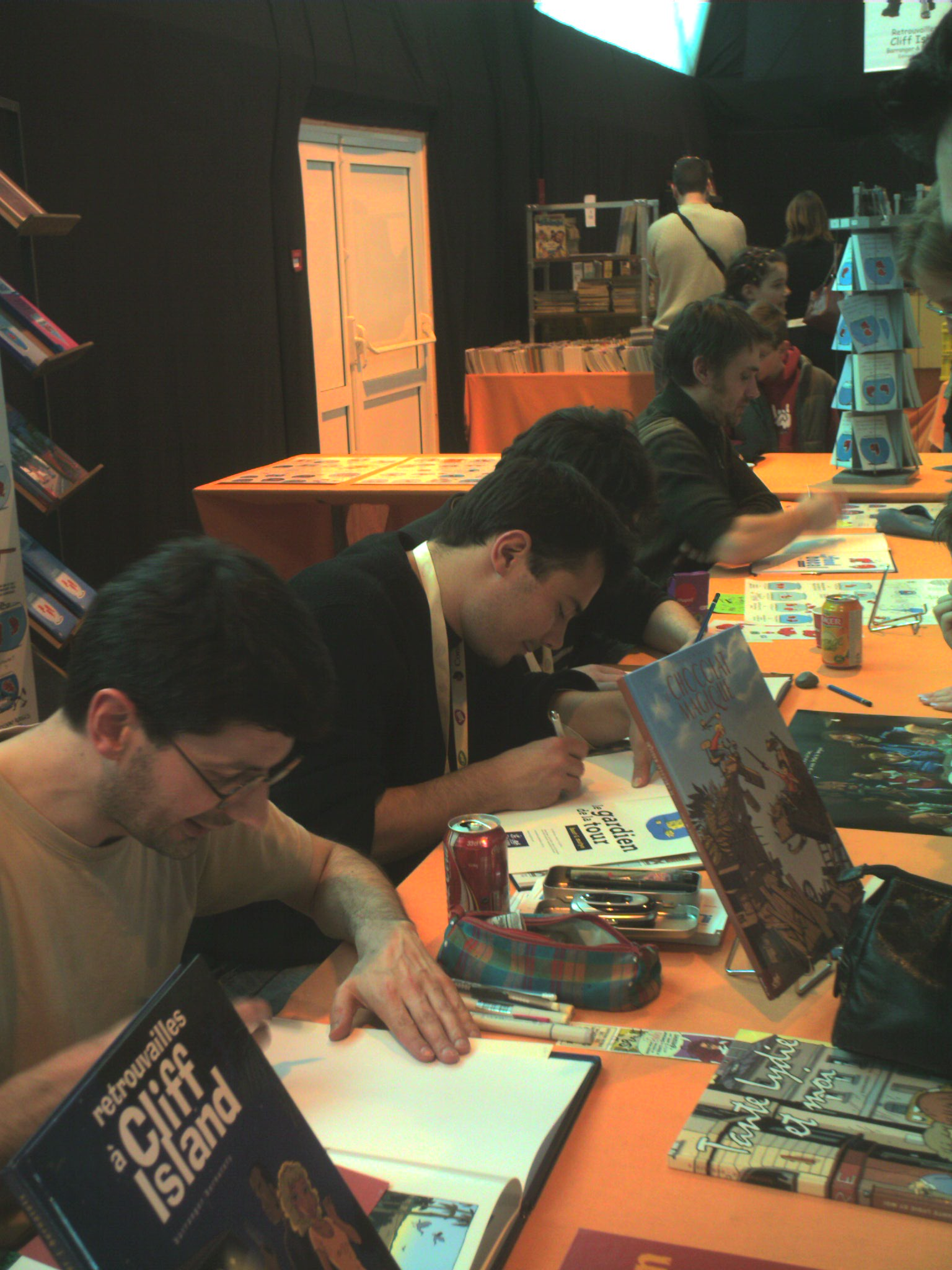
Bordeaux 2006

Le Cycliste était un éditeur français de bande dessinée indépendant établi à Bordeaux, animé par Paul Beauté et Ronan Le Guellec. Créé en 1993, il était la continuation du fanzine Polémicker (1989-1994) que dirigeait ses deux responsables. Il a arrêté ses activités en 2009.

## Collections
Cette section présente la liste des collections de l'éditeur et les titres des albums de manière non exhaustive.

### Les dossiers du Cycliste
- Les papiers de Brousaille, scénario et dessins de Frank, 1993
- Coyote, 20 Ans de Motos, dessins de Coyote, 1999  (ISBN 978-2912249210)
- Cuvée Maëster, dessins de Maëster, 2000  (ISBN 2-912249-30-9)
- Drawers, dessins de Claire Wendling

1. Drawers, 2001  (ISBN 2-912249-31-7)
2. Drawers 2.0, 2005  (ISBN 2-912249-74-0)

- Iguana Bay, dessins de Claire Wendling

1. Iguana Bay, 1996  (ISBN 2-9507842-6-7)
2. Iguana Bay 2.0, 2003  (ISBN 2-912249-59-7)

- Les Capucins, Géographie du ventre, textes de Christophe Dabitch, dessins de Cromwell, Nicolas Dumontheuil, Gilles Esparbet, Emmanuel Moynot, Jean-Denis Pendanx, David Prudhomme et Nicolas Witko, photos de Rodolphe Escher, 2005

### Imaginaires
- Ascensions, scénario et dessins de Bouss
  1. La Structure-Monde, 2005
- Le Fluink, scénario de Philippe Renaut, dessins de David Barou, 2006
- Halloween, scénario et dessins de O. G. Boiscommun, 1998 (réédition: 2000)
- Itinérêve d'un gentilhomme d'infortune, scénario et dessins de Stéphane Heurteau
  1. La Grande aventure, 2001
  2. Quand les Anges Voyagent…, 2002
  3. …221 bis?, 2002
- Les Robin Goodfellows, scénario et dessins de Marc Lizano, 1999
- Steam park, scénario de Filippo Neri, dessins de Piero Ruggeri, 2004

### Intégrale
- Joe, scénario et dessins de O. G. Boiscommun,1999
- L'Animal à six pattes, scénario et dessins de Michel Alzéal
  1. Première partie, 2001
  2. Deuxième partie, 2001
- Floréal, scénario et dessins de Jérôme Blanc, 2002
- Mes Voisins sont formidables, scénario de Philippe Thirault, dessins de Sébastien Gnaedig, 2001
- Mine de rien', scénario et dessins de Jean-Philippe Peyraud
- Red Hands, scénario et dessins de Dan Christensen, 1999

### Technicolor
- Bouyoul, scénario et dessins de Loran
  1. Bouyoul en technicolor, 2001
  2. Bouyoul in wonderland, 2004
- ASH, scénario et dessins de Loran
  1. l'Académie des Super-Héros, 2005
  2. School Invaders, 2006
- Rosco le Rouge, scénario et dessins de Jean-Louis Marco
  1. Les Baies sauvages, 2003
  2. A mort, mi amor, 2004
  3. Jus de gredins, 2005
- Mac Steel, scénario et dessins de Jean-Louis Marco, 2006
- Black et Mortamère niquent le système, scénario et dessins de Pixel Vengeur, 2005
- La Planète sans nom, scénario et dessins de Pixel Vengeur, 2006

### Jeunesse
- Le Pantin, scénario et dessins de Michel Alzéal
- Roméo Crapoto', scénario et dessins de Nicolas Poupon, 2004
- Boule de neige, scénario et dessins de Michel Alzéal
- Épouvanpaille, scénario et dessins de Michel Alzéal

### Humour
- Bla bla bla, scénario et dessins de Sandrine Revel
  - Bla bla bla tome 1, 2001
- Le Fond du bocal, scénario et dessins de Nicolas Poupon
  - Le Fond du Bocal tome 1, 2001
  - Le Fond du Bocal tome 2, 2002
  - Le Fond du Bocal tome 3, 2003
  - Le Fond du Bocal tome 4, 2005
  - Le Fond du Bocal tome 5, 2006

- Le Gardien de la tour, scénario de Matyo, dessins de Bast, 2004
- Le Gardien du zoo, scénario de Matyo, dessins de Bast, 2006
- Les inventions solubles dans le troisième millénaire, scénario et dessins de Nicolas Poupon
- Les Nains de jardin, scénario et dessins de Mazan

- Rex et le chien, scénario et dessins de Nicolas Poupon
- Tozoïd et Vula, scénario de Stéphane Melchior-Durand, dessins de Loïc Sécheresse, 2007

### Noirs Desseins
- Ad Patres, scénario de Régis Gauchard, dessins de Cyrille Ternon
- Angèle en enfer, scénario de Régis Gauchard, dessins de Cyrille Ternon
- Pangée, scénario de Régis Gauchard, dessins de Cyrille Ternon
- Tango pour un Berliet, scénario de Fred Weytens, dessins de Daniel Balage, 2005
- Mambo Marcel, scénario de Fred Weytens, dessins de Daniel Balage, 2007

### Près de chez vous
- Le Chocolat magique, scénario de Christian Barranger, dessins de Bast, 2005  (ISBN 2-912249-81-3)
- Le Cas Girardon, scénario et dessins de Christian Barranger, 2003  (ISBN 2-912249-54-6)
- Retrouvailles à Cliff Island, scénario et dessins de Christian Barranger, 2005  (ISBN 2-912249-64-3)
- Tante Lydie et moi, scénario et dessins de Christian Barranger, 2001  (ISBN 2-912249-44-9)

### Métro
- Bar Brousse, scénario et dessins de Christian Barranger

1. Le mariage de Jeannot, 2007  (ISBN 978-2-35273-005-7)

- Corps de rêves, scénario et dessins de Capucine, 2004
- Le Philibert de Marilou, scénario de Olivier Ka, dessins de Capucine, 2005
- Miss Come Back, scénario de Hugues Barthe, dessins de Caro, 2006
- Des seins, scénario et dessins de Lucile Gomez, 2006
- Kiss Me, scénario de Florence Molinet, dessins de Raphaël Vandendriessche, 2005
- La Route est droite mais la pente est forte…, scénario et dessins de Raphaël Vandendriessche, 2007

### Comix
- Joe, scénario et dessins de O. G. Boiscommun
- Humain, trop humain (sic), scénario de Richard Marazano et dessins de Éric Derian
- Vinaigre, scénario et dessins de Jean-Philippe Peyraud
- La Meute, scénario et dessins de Damien
- L’Écrin, scénario et dessins de Sylvain Vallée
- Béa, scénario et dessins de O. G. Boiscommun
- Le Chant du coq, scénario et dessins de Alfred
- La Proie, scénario et dessins de D'Fali
- Les Gotozis, scénario de Delphine Rieu, dessins de Laurent Bordier
- Vous êtes tous trop vilains, scénario et dessins de Sandrine Lemoult
- Erzurum, scénario de Olivier Supiot, dessins de Olivier Martin
- À toute allure !, scénario et dessins de Fabien Moustrou
- Mes Voisins sont formidables, scénario de Philippe Thirault, dessins de Sébastien Gnaedig
- Les Fauves sont lâches, scénario et dessins de Éric Baptizat
- Sirènes d'Afrique, scénario de Denis-Pierre Filippi, dessins de Camille Roman
- Le Pantin, scénario et dessins de Michel Alzéal
- Louis et les joyeux vagabonds, scénario et dessins de Priscille Mahieu
- Gontrand, le chevalier de la toundra, scénario et dessins de Éric Le Brun
- Un petit coin de paradis, scénario de Yeb et dessins de Éric Le Brun
- Entrave, scénario et dessins de Bast, 1999
- Un bon plan de chez bon plan, scénario de Philippe Thirault, dessins de Sébastien Gnaedig
- Post mortem, scénario de Régis Gauchard, dessins de Cyrille Ternon
- L’An neuf, scénario et dessins de Christian Barranger, 2000  (ISBN 2-912249-27-9)
- L’Oreille gauche, scénario et dessins de Mathieu Sapin
- La Décimation, scénario et dessins de Brüno Thielleux
- Le Bon, la vieille et les truands, scénario de Christian Barranger, dessins de Lafarg, 2004  (ISBN 2-912249-34-1)
- Les Veneurs, scénario de Ebatbuok dessins de Thibaut de Rochebrune,
- Fornicaturi te salutant, scénario de Muriel Sevestre dessins de Le Gohan,
- Hors Série #1, 5 ans de comix, scénarios et dessins de Michel Alzéal, Éric Baptizat, Bast, O.G. Boiscommun, Laurent Bordier, Pascal Brau, Damien, Éric Derian, D'Fali, Denis-Pierre Filippi, Sébastien Gnaedig, Le Brun, Sandrine Lemoult, Priscille Mahieu, Richard Marazano, Olivier Martin, Fabien Moustrou, Jean-Philippe Peyraud, Delphine Rieu, Camille Roman, Olivier Supiot, Philippe Thirault, Sylvain Vallée.